# 矢口幸彦
矢口 幸彦（やぐち ゆきひこ、1955年8月7日 - ）は、元トヨタ自動車株式会社のエンジニア。またレクサスプレミアムスポーツブランド「F」シリーズの生みの親およびIS F、RC F、GS Fのチーフエンジニアである。

## 経歴・人物
大学卒業後、トヨタ自動車に入社。クラウン、初代、2代目セルシオの振動騒音開発、チェイサー、プログレ等の車両性能開発を担当後、レクサスブランド戦略、レクサスセンターの立ち上げに参画。同時にプレミアムスポーツブランド"F"も立ち上げ、IS Fの登場以降は車種別に異なっていたスポーツグレードをすべてF SPORTに統一。その際の規定書や監修も担当。なお、2015年の定年後も引き続き"F"の開発を担当し、2020年に自身の会社を設立した。